# اکراس دم‌تیز
اکراس دم‌تیز (نام علمی: Cercibis oxycerca) نام یک گونه از تیره مرغ‌مقدسیان است.